# Brucerolis brandtae
Brucerolis brandtae es una especie de isópodo del género Brucerolis, de la familia Serolidae, que se encuentra en el Océano Antártico en las aguas que rodean a Nueva Zelanda.
La especie fue descrita por primera vez en 2009 por Gary Poore y Melissa Storey, y el nombre del género hace honor a Niel L. Bruce.